# 緋緋島主
緋緋島主（日语：ピンクカメハメハ），是日本純種競賽馬匹。生涯前期出戰草地賽事，後期則轉往泥地，曾於2021年勝出未獲分級的沙特打吡。

## 出賽前
2018年4月12日出生於北海道新日高町畠山牧場，成長途中被馬主木村久子購入。
其後交由栗東訓練中心練馬師森秀行訓練。

## 競賽生涯

### 2歲
2020年7月19日出戰函館競馬場2歲新馬戰，比賽途中採用領放戰術下帶出，於直路更繼續加速跑出全場最快末腳，最終拋離對手4馬位下取得首勝。
9月5日出戰札幌兩歲錦標，比賽初段再度採用領放戰術，但於最後彎道經已逐漸失速落後至第五，於直路繼續被其他對手超越下沉底，以第十三大敗。
其後繼續出戰沙特阿拉伯皇家盃、萩錦標秋明菊賞及中京兩歲錦標，結果無一獲勝。

### 3歲
2021年2月和廄侶稻井有法一同遠征沙特阿拉伯出戰沙特打吡，但於稻井有法發燒下獨自參戰。比賽開始後，其選擇於先頭第三的有利位置之內推進，於直路望空之下不斷加速衝刺，最終成功奪得冠軍。憑借是次勝利，緋緋島主成為繼上年度適意旅程後再一匹勝出沙特打吡的賽駒，不但使日本包辦賽事創設以來的頭兩屆冠軍，同時亦令森秀行馬房達成連霸。
其後隨即轉戰阿聯酋出戰阿聯酋打吡，雖然於比賽初段再度帶出，但於直路缺乏衝勁未能加速之下沉沒，最終以第十落敗。
回國後於6月20日出戰麒麟錦標，然而進入對面直路後突發急性心臟衰竭失控撞向欄杆並將騎師北村宏司甩出場外，最終被判定當場死亡，享年僅3歲。

### 詳細賽績
| 日期       | 舉辦國家   | 馬場     | 距離   | 級別 | 賽事名稱         | 負重 | 騎師     | 馬號 | 出馬 | 名次     | 時間     | 頭馬（二馬）    |
| ---------- | ---------- | -------- | ------ | ---- | ---------------- | ---- | -------- | ---- | ---- | -------- | -------- | --------------- |
| 19/7/2020  | 日本       | 函館     | 草1800 |      | 2歲新馬          | 54   | 武豐     | 9    | 9    | 1        | 1:51.0   | （Zodiac Sign） |
| 5/9/2020   | 日本       | 札幌     | 草1800 | GIII | 札幌兩歲錦標     | 54   | 武豐     | 1    | 14   | 13       | 1:50.5   | 純淨之輝        |
| 10/10/2020 | 日本       | 東京     | 草1600 | GIII | 沙特阿拉伯皇家盃 | 55   | 三浦皇成 | 1    | 10   | 9        | 1:42.2   | 星光速          |
| 31/10/2020 | 日本       | 京都     | 草1800 | L    | 萩錦標           | 55   | 松山弘平 | 4    | 8    | 5        | 1:49.2   | 玫瑰騎士        |
| 23/11/2020 | 日本       | 阪神     | 草1400 |      | 秋明菊賞         | 55   | 和田龍二 | 10   | 11   | 6        | 1:22.4   | 志承於藍        |
| 19/12/2020 | 日本       | 中京     | 草1200 | OP   | 中京兩歲錦標     | 55   | 龜田温心 | 3    | 14   | 4        | 1:09.9   | Gold Chalice    |
| 20/2/2021  | 沙特阿拉伯 | 安都拉茲 | 泥1600 |      | 沙特打吡         | 57   | 戶崎圭太 | 7    | 13   | 1        | 1:38.57  | （Cowan）       |
| 27/3/2021  | 阿聯酋     | 美丹     | 泥1900 | GII  | 阿聯酋打吡       | 53   | 戶崎圭太 | 9    | 14   | 10       | 記錄缺失 | 桀驁之戀        |
| 20/6/2021  | 日本       | 東京     | 泥1600 | GIII | 麒麟錦標         | 56   | 北村宏司 | 13   | 16   | 比賽中止 | 比賽中止 | Smasher         |

## 血統簡介
父系醋丈夫為日本賽駒，生涯活躍於一哩賽事，曾勝出一級賽朝日盃未來錦標。祖父夏威夷王爲日本賽駒，生涯戰績極爲優秀，僅得一戰未能獲勝，曾勝出一級賽NHK一哩賽及東京優駿（日本打吡），爲日本史上首匹贏得變則二冠的賽駒。
母母系Tabatha Tosho爲日本賽駒，生涯出戰六場賽事僅勝出其中一場。外祖父勇舞爲美國生產的英國賽駒，生涯僅得一敗，曾於1986年奪得凱旋門大賽冠軍，被譽爲1980年代歐洲最強賽駒。

### 血統表
| 父線：金滿寶系（淘金者系）            |                         |                 |                  |
| 種馬 醋丈夫 2013年（深棗色）          | 夏威夷王 2001年（棗色） | 金滿寶          | 淘金者           |
| 種馬 醋丈夫 2013年（深棗色）          | 夏威夷王 2001年（棗色） | 金滿寶          | Miesque          |
| 種馬 醋丈夫 2013年（深棗色）          | 夏威夷王 2001年（棗色） | Manfath         | 最後大官         |
| 種馬 醋丈夫 2013年（深棗色）          | 夏威夷王 2001年（棗色） | Manfath         | Pilot Bird       |
| 種馬 醋丈夫 2013年（深棗色）          | 西沙里奧 2002年（黑色） | 特別週          | 週日寧靜         |
| 種馬 醋丈夫 2013年（深棗色）          | 西沙里奧 2002年（黑色） | 特別週          | Campaign Girl    |
| 種馬 醋丈夫 2013年（深棗色）          | 西沙里奧 2002年（黑色） | Kirov Premiere  | 鞍匠井           |
| 種馬 醋丈夫 2013年（深棗色）          | 西沙里奧 2002年（黑色） | Kirov Premiere  | Querida          |
| 繁殖雌馬 Tabatha Tosho 1993年（棗色） | 勇舞 1983年（棗色）     | 利法爾          | 北地舞人         |
| 繁殖雌馬 Tabatha Tosho 1993年（棗色） | 勇舞 1983年（棗色）     | 利法爾          | Goofed           |
| 繁殖雌馬 Tabatha Tosho 1993年（棗色） | 勇舞 1983年（棗色）     | Navajo Princess | Drone            |
| 繁殖雌馬 Tabatha Tosho 1993年（棗色） | 勇舞 1983年（棗色）     | Navajo Princess | Olmec            |
| 繁殖雌馬 Tabatha Tosho 1993年（棗色） | 1985年（深棗色）        | Tosho Boy       | Tesco Boy        |
| 繁殖雌馬 Tabatha Tosho 1993年（棗色） | 1985年（深棗色）        | Tosho Boy       | Social Butterfly |
| 繁殖雌馬 Tabatha Tosho 1993年（棗色） | 1985年（深棗色）        | Marble Tosho    | Dandy Lute       |
| 繁殖雌馬 Tabatha Tosho 1993年（棗色） | 1985年（深棗色）        | Marble Tosho    | China Tosho      |
| 雌系：號族：5-j                       |                         |                 |                  |
| 五代內近親交配：北地舞人 5×4          |                         |                 |                  |

## 命名由來
名字中，Pink（ピンク）即是粉紅色，香港採「緋緋」作為翻譯，Kamehameha（カメハメハ）出自夏威夷王國開國者卡美哈梅哈一世的名字，繼承自祖父夏威夷王的名字，香港則以其背後的意思，翻譯為「島主」。

## 外部連結
- 緋緋島主 netkeiba.com （页面存档备份，存于）
- 血統表 （页面存档备份，存于）